# Kutiman
Kutiman, właściwie Ophir Kutiel (ur. w 1982 r. w Jerozolimie) – izraelski muzyk, kompozytor, producent muzyczny i animator. Twórca projektu muzycznego ThruYOU.
Obecnie mieszka w Tel Awiwie.

## ThruYOU
Swoją popularność zawdzięcza projektowi muzycznemu ThruYOU, którego zasadą jest miksowanie i samplowanie dźwięków pochodzących z fragmentów filmów znalezionych w serwisie YouTube.
Projekt ThruYOU, po publikacji, zyskał olbrzymią popularność - w ciągu tygodnia od umieszczenia siedmiu utworów w serwisie YouTube, obejrzało je ponad milion fanów. Lawrence Lessig, po zapoznaniu się z działalnością Kutimana, stwierdził: „Jeśli przybywasz do Internetu wyposażony tylko w ideę, że stary system praw autorskich będzie tutaj działał prawidłowo, ta rzecz - bardziej niż cokolwiek innego - sprawi, że zrozumiesz: potrzeba ci nowych idei.”
19 czerwca 2009 roku, Kutiman odwiedził Wrocław, zaproszony przez tamtejsze radio internetowe.